# あやかし緋扇
『あやかし緋扇』（あやかしひせん）は、くまがい杏子による日本の漫画作品。『Sho-Comi』（小学館）にて、2011年5号から2013年第22号まで連載。2019年12月時点で累計発行部数は200万部を突破している。
サブタイトルは「ふしぎものがたり」。本作のタイトルとなる『あやかし緋扇』の「緋扇」は、作者が作中の主人公が使う小道具の扇子のカラーを決める際に「カッコイイ色は赤だ!」と思い赤色（緋色）にし、そこから「緋色の扇子」でタイトルの「緋扇」となった。
ノベライズ作品も複数発売されている。

## ストーリー
――16年間生きてきて、驚いたことやビビったことなんて1度もなかった。
主人公、唐沢未来は、ある日の放課後、友人と遊びではじめた「こっくりさん」をきっかけに突如霊感が目覚め、霊に狙われる身体となってしまう。そんな未来を助けたのは、同じクラスで未来が一番理解できないタイプの男、神山陵だった。

## 登場人物
※担当声優は、ドラマCD版のもの。
唐沢未来（からさわ みく）
声 - 佐藤利奈
「女が男に守られるなんて考え古い!」と思っている、勝気で運動神経抜群の女の子。幼い頃に慕っていた兄を事故で亡くしており、その頃は霊が見えていた。未桜の生まれ変わり。陵に告白して両思いになれた。
誕生日は1月1日（山羊座）。血液型はB型。身長は159センチメートル。
神山陵（かみやま りょう）
声 - 梶裕貴
神社の跡取りの息子で、除霊ができる。天然な性格で、未来のことは「未来さん」と呼ぶ。幼い頃に未来の兄、青治との間にある出来事があった。
誕生日は未来と同じ1月1日（山羊座）。血液型はO型。身長は161センチメートルだが成長中であり、これから伸びる傾向がある。未来のことが好き。嶺羽の生まれ変わり。優に体を乗っ取られる。
唐沢青治（からさわ せいじ）
未来の兄で、未来が幼い頃に事故で亡くなっている。しかし亡くなった後も、守護霊として側で未来を見守り続けている。未来と陵の前で前世の姿を見せ、すべてを話した。
聖真人（ひじり まさと）
声 - 竹内栄治
未来と陵が通う高校の化学教師。未来の兄である青治とは友人同士で幼い頃の未来も知っている。陵と同じで除霊できる力をもっている。しかし時雨の復活をたくらむ術者、裏切り者だった。時雨を復活させた下僕。
誕生日は11月9日（蠍座）。血液型はAB型。身長は175センチメートル。

### 神山家
神山優
陵の双子の弟。病弱で、陵のような力は無い。陵と同じく未来のことが好き。幼いころに亡くなっていて、地縛霊。時雨の生まれ変わり。陵の体を乗っ取った。

### 桜咲家
桜咲さくら（さくらざき さくら）
声 - 藤井美波
桜咲家の長女で、嶺羽と未桜（後述）の子孫。ある目的のために未来たちと同じ高校へと転校して来る。気が強く目的のためなら手段を選ばないが、本当は優しい性格。未来の親友。文化祭でロミオとジュリエットを演じるときに仮病をして、陵と未来に演じさせた張本人。
誕生日は4月5日（牡羊座）。血液型はAB型。身長は153センチメートル。
桜咲龍羽（さくらざき りゅうは）
声 - 川田紳司
通称「龍（りゅう）」。桜咲家の長男で、さくらの双子の弟。同じく嶺羽と未桜の子孫。桜咲家繁栄のために未来に子供を産ませようとさくらと目論むが失敗。その後、未来のことを本当に好きになる。陵を嶺羽と結び付けた張本人。
血液型はA型。身長は184センチメートル。

### 前世
嶺羽（りょうは）
陵の前世で未桜の想い人。貴族。病弱だったため、一年中病床に伏していた。祇夕に呪われ、未桜に「来世でまた会おう」といい、息を引き取った。
未桜（みおう）
未来の前世で白拍子。治癒の力を持つ。白拍子の舞はとても美しいもので、嶺羽をたちまち虜にし、身分の違いを越えて、嶺羽と互いに想い合っていた。嶺羽の子・美羽を産んだが、とある一件で憎しみを持って舞ってしまったため狂ってしまった時雨に切り殺されてしまう。
箔晴（はくせい）
青治の前世で嶺羽に仕えていた術者。神山一族の先祖。
時雨（しぐれ）
優の前世で嶺羽の異母兄弟。未桜の憎しみの舞で狂ってしまい未桜を切り殺してしまう。
祇夕（ぎゆう）
門前払いになっていた未桜を屋敷の中に入れた、未桜の姉的存在。
あることで妖に魂を売ってしまい、妖となって嶺羽を呪い殺した。しかし、未来と陵に救われ成仏していった。
美羽（みう）
嶺羽と未桜の間にできた子供。

## 書誌情報

### コミックス
- 作：くまがい杏子 『あやかし緋扇』小学館 〈フラワーコミックス[4]〉、全12巻
  1. 2011年9月26日発売 ISBN 978-4-09-134050-4
  2. 2011年9月26日発売 ISBN 978-4-09-134053-5
  3. 2012年1月26日発売 ISBN 978-4-09-134269-0
  4. 2012年4月26日発売 ISBN 978-4-09-134515-8
  5. 2012年7月26日発売 ISBN 978-4-09-134628-5
  6. 2012年10月26日発売 ISBN 978-4-09-134709-1
  7. 2012年12月26日発売 ISBN 978-4-09-134749-7
  8. 2013年3月26日発売 ISBN 978-4-09-134874-6
    - 単行本8巻 ドラマCDつき特装版 ISBN 978-4-09-159139-5

  9. 2013年6月26日発売 ISBN 978-4-09-135190-6
    - 単行本9巻 ドラマCDつき特装版 ISBN 978-4-09-159151-7

  10. 2013年9月26日発売 ISBN 978-4-09-135415-0
    - 単行本10巻 陵のミニ緋扇つき限定特装版 ISBN 978-4-09-159156-2

  11. 2013年11月26日発売 ISBN 978-4-09-135642-0
  12. 2014年3月26日発売 ISBN 978-4-09-135784-7
- 『あやかし緋扇 公式ファンブック』 小学館 〈フラワーコミックス スペシャル〉
  1. 2013年6月26日発売 ISBN 978-4-09-135345-0
- 『あやかし緋扇 公式ファンブック 2』 小学館 〈フラワーコミックス スペシャル〉
  1. 2014年3月26日発売 ISBN 978-4-09-135793-9
- 『あやかし緋扇千年の秘技! うらない・おまじないBOOK』 小学館
  1. 2013年7月24日発売 ISBN 978-4-09-179192-4

### 小説
- 著：宇津田晴、原作・イラスト：くまがい杏子 『あやかし緋扇』小学館〈フラワーコミックス ルルルnovels〉全3巻
  1. “時を越えた想い”2012年12月26日発売 ISBN 978-4-09-134594-3
  2. “放課後の隠れ鬼”2013年7月26日発売 ISBN 978-4-09-135559-1
  3. “君といつまでも”2014年4月25日発売 ISBN 978-4-09-136167-7
- 著：宮沢みゆき、原作・イラスト：くまがい杏子『あやかし緋扇』 小学館 〈小学館ジュニア文庫〉 全2巻
  1. “八百比丘尼 永遠の涙”2013年4月24日発売 ISBN 978-4-09-230737-7
  2. “夢幻のまほろば”2013年10月23日発売 ISBN 978-4-09-230744-5

## 舞台化
2021年6月17日から25日まで新宿FACEを会場に舞台化された（21日休演）。
キャスト
- 神山陵 - 江田剛（ジャニーズJr.）
- 唐沢未来 - 花影香音
- 桜咲さくら - 永島聖羅
- 桜咲龍羽 - 冨岡健翔（ジャニーズJr.）
- 聖真人 - 釣本南
- 麟夜 - 阿部快征
- 唐沢青治 - 葉山昴
- 未桜 - 藤岡沙也香
- 嶺羽 - 村瀬文宣
- 祇夕 - 高柳明音
- 八百万 - 上島純也、園田玲欧奈、沓掛龍一、川口莉奈、三好右華、菊池咲里

スタッフ
- 原作 - くまがい杏子「あやかし緋扇」（小学館）
- 脚本 - 藤吉みわ
- 演出 - 今村ねずみ
- 総合プロデュース - 黒谷通生